# Neooszmanizmus

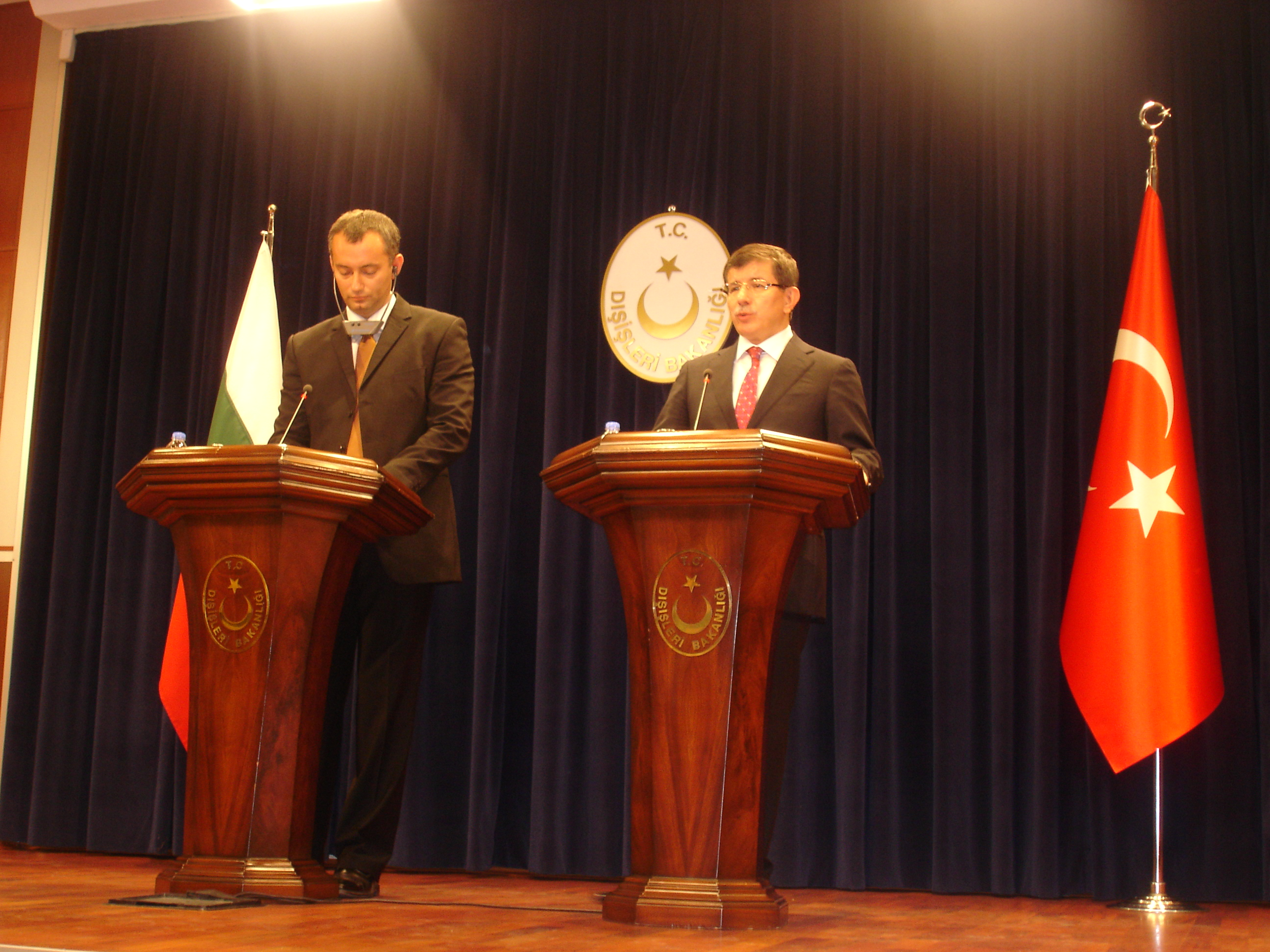
Ahmet Davutoğlu (itt jobb oldalon Nikolaj Mladenow bolgár külügyminiszterrel) az új külpolitika egyik fő kezdeményezőjének tartják, anélkül, hogy maga a neooszmánizmus kifejezést használta volna.

A neooszmanizmus (törökül Neo-Osmanlıcılık vagy Yeni Osmanlıcılık), vagy neoottomanizmus egy több jelentéssel bíró politikai kulcsszó. A neooszmánizmust kritikus értelemben is használják, a török külpolitikával szembeni fenntartások kifejezésére, tágabb értelemben pedig körbeírja Törökország neoimperialista nézeteit, az ország erős(ebb) iszlámhoz történő fordulását, a külpolitika arab világra való irányulását és ezzel a korábbi Oszmán Birodalom befolyását.A neo-oszmánizmus képviselőinek Recep Tayyip Erdoğant és a korábbi török miniszterelnököt, Ahmet Davutoğlut tartják, aki ezt a megjelölést viszont elutasítja.
Az oszmánizmus eredetileg a Tanzimat-reformok korszakában kialakult felfogás volt, amely az Oszmán Birodalom minden lakóját egyenrangú állampolgárnak tekintette, vallásra és etnikai hovatartozásra való tekintet nélkül, ellentétben az akkori Millets szervezettel.

## Fordítás
- Ez a szócikk részben vagy egészben  a   Neo-Osmanismus című német Wikipédia-szócikk fordításán alapul.  Az eredeti cikk szerkesztőit annak laptörténete sorolja fel. Ez a jelzés csupán a megfogalmazás eredetét és a szerzői jogokat jelzi, nem szolgál a cikkben szereplő információk forrásmegjelöléseként.